# Superprestige veldrijden 2004-2005
Hier volgt een overzicht van de resultaten in de Superprestigewedstrijden veldrijden van het seizoen 2004-2005. Net als vorig jaar waren de Belgen en Sven Nys in het bijzonder heer en meester tijdens het hele seizoen. Met alle overwinningen (en vier voor Nys) waren de Belgen met voorsprong de sterkste in dit regelmatigheidscriteria en met een puntentotaal van 111 won Nys voor de vijfde keer (record) de Superprestige veldrijden.

## Puntenverdeling
Punten werden toegekend aan alle crossers die in aanmerking kwamen voor Superprestige-punten. De top vijftien ontving punten aan de hand van de volgende tabel:
| Positie | 1  | 2  | 3  | 4  | 5  | 6  | 7 | 8 | 9 | 10 | 11 | 12 | 13 | 14 | 15 |
| Punten  | 15 | 14 | 13 | 12 | 11 | 10 | 9 | 8 | 7 | 6  | 5  | 4  | 3  | 2  | 1  |

## Mannen

### Kalender en podia
| Datum      | Locatie             | Eerste              | Tweede              | Derde               |         |
| ---------- | ------------------- | ------------------- | ------------------- | ------------------- | ------- |
| 17/10/2004 | Ruddervoorde        | Sven Nys            | Richard Groenendaal | Ben Berden          | details |
| 24/10/2004 | Hamme-Zogge         | Sven Vanthourenhout | Tom Vannoppen       | Sven Nys            | details |
| 31/10/2004 | Sint-Michielsgestel | Tom Vannoppen       | Sven Nys            | Sven Vanthourenhout | details |
| 21/11/2004 | Asper-Gavere        | Sven Nys            | Ben Berden          | Erwin Vervecken     | details |
| 28/11/2004 | Gieten              | Sven Nys            | Bart Wellens        | Richard Groenendaal | details |
| 26/12/2004 | Diegem              | Erwin Vervecken     | Sven Nys            | Sven Vanthourenhout | details |
| 06/02/2005 | Hoogstraten         | Erwin Vervecken     | Sven Vanthourenhout | Davy Commeyne       | details |
| 19/02/2005 | Vorselaar           | Sven Nys            | Bart Wellens        | Richard Groenendaal | details |

### Eindklassement
| #  | Veldrijder          | Punten |
| -- | ------------------- | ------ |
| 1. | Sven Nys            | 111    |
| 2. | Richard Groenendaal | 97     |
| 3. | Sven Vanthourenhout | 96     |
| 4. | Bart Wellens        | 88     |
| 5. | Erwin Vervecken     | 82     |